# タントリックス

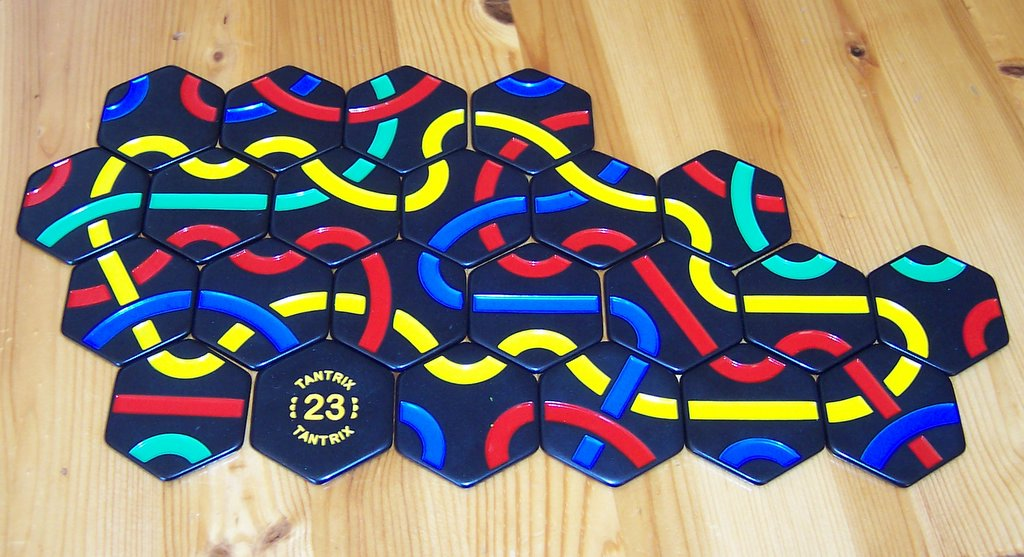

タントリックス(Tantrix)は、ニュージーランドのマイク・マクマナウェーによって考案されたタイルベースのアブストラクトゲーム。
56枚のフェノール樹脂のタイルにはそれぞれ3本の線が描かれており、他のタイルに描かれている線につながるようになっている。3本の線には同じ色のものはない。
なお、線の色は赤・黄・青・緑の4色がある。56枚のタイルに同じものはなく、それぞれのタイルには1から56の番号が振ってある。

## 遊び方
複数人で遊ぶ場合、開始前に各自が色を選ぶ。このため最大4人で競技可能である。各自が袋から1枚ずつタイルを取る。裏に書かれた数字が大きい人が最初の競技者となる。
各競技者は袋から6枚ずつタイルを取り表を向けて自分の前に置く。最初の競技者は自分の前のタイルから1枚を場に出す。その後は時計回りに順番にタイルを並べていく。1枚タイルを出したら袋から1枚引き常に手前には6枚のタイルがあるようにする。タイルを並べるとき、タイル同士が接する辺には同じ色の線が来るようにしないといけない。
3方向が覆われた空所ができた場合、それはゴブル（英語では「強制的な空所」(forced space)）と呼ばれる。競技者は自分の手番のとき、可能な限りゴブルにタイルを置かなければならない。タイルを置くことができるゴブルがある限りこれを繰り返す。タイルが置けるゴブルがなくなったら、3つの拘束条件に反しない範囲で隣接する任意の場所にタイルを置くことができる。このタイルを置いて1枚補充した後でゴブルにタイルを置くことができる場合は、そこにタイルを置く。タイルを置けるゴブルがなくなったら次の人に手番が移る。
上述の3つの拘束条件とは以下のものである。
1. 同じ色の線が3本集まる強制的な空所を作ってはいけない。
2. 4辺が囲まれた空所を作ってはいけない。
3. 長い直線の同じ側にタイルを置いてはいけない。これは、これによって生じたゴブルを埋めていくと最終的に4辺が囲まれた空所ができるからである。

袋の中のタイルがなくなったら、上記の拘束条件を無視してタイルを置くことができる。ただし、可能な限りゴブルを埋める義務はそのままである。
全てのタイルが並んだら終了である。自分の選んだ色でできた線（両端がつながっていないもの・タイル1枚を1点に換算）か輪（両端がつながっているもの・タイル1枚を2点に換算）のうち、最も高い点数のものが得点となる。

## 歴史

六角形に三色の線を引くパターン
右端2枚はセットに含まれていない

タントリックスの原型は1988年にマイク・マクマナウェーによって考案された。彼はこれを "Mind Game" と呼んでいた。これは現在と同じ56枚セットだったが、紙製で色は黒と赤の2色だった。マイクは自身が経営していたゲームショップの顧客から意見を集めルールやデザインの変更を繰り返し、1991年にタイルをプラスチック製にし、色を2色加えることで4人で遊べるようにした。
かつてのタイルは手描きで、ピンクのような現在使用されていない色も使用されていた。初期のセットには「3重交差」と呼ばれる8枚のタイルがあったが、3色の線が集まるゴブルにしか適応せずゲームの遅延を招くことが分かった。このため、1993年にはこの8枚はセットから除かれた。
マクマウェーは複数人で遊ぶセットの他に、10枚か12枚のタイルを使って単色の輪を作るパズルを考案している。マクマウェーはさらに3D版やマッチ（後述）を含む複数の1つながりの線や輪を作るパズルを作成したが、現在ではほとんど残っていない。
多くの国で売られたセットには以下のようなものがある。
1. タントリックス・ディスカバリー - 上述の1人用パズルが原型となっている。3-10枚のタイルで指定された色の輪を作る。
2. タントリックス・ソリティア - 1人遊び用の14枚のセット。ディスカバリーの拡張版になっている。
3. タントリックス・マッチ - 最初に数枚の配置を指定して残りのタイルを埋めるパズル。
4. タントリックス・ゲームパック - 袋と56枚のタイルのセット。複数人ゲームとすべての1人遊びが可能。